# Natura & Co
Natura & Co ist ein brasilianischer Kosmetikkonzern mit Sitz in São Paulo. Das Unternehmen betreibt Einzelhandelsgeschäfte unter den Marken Natura, The Body Shop und Aēsop.
Die Gruppe ist in 73 Ländern auf allen Kontinenten vertreten. Zurzeit ist Natura & Co nach Umsatz das größte brasilianische Kosmetikunternehmen. Mit der Übernahme von Avon Products wurde Natura & Co zum viertgrößten Kosmetikunternehmen der Welt und auch zum größten Direktvertriebsunternehmen in diesem Segment.
Natura & Co betreibt mehr als 3.200 Geschäfte unter Berücksichtigung aller Tochtergesellschaften. Hauptkonkurrenten sind O Boticário, L’Oréal, Estée Lauder Companies, Jequití und andere.
Natura ist Gründungsmitglied der Union for Ethical Biotrade und will schrittweise sicherstellen, dass seine Beschaffungspraktiken die Erhaltung der biologischen Vielfalt fördern. Während der Entwicklung und Herstellung von Kosmetika führt Natura keine Tierversuche durch.

## Geschichte
1886 gründete David H. McConnell die California Perfume Company und stellte P.F.E. Albee als erste Einzelhändlerin ein. 1896 wurde der erste Katalog vorgestellt. 1939 wurde das Unternehmen in Avon Products Inc. umbenannt. 1955 wurde die Avon Foundation in den USA gegründet. 1964 erfolgte der Börsengang von Avon Products Inc. an der New Yorker Börse.
1969 gründete Luiz Seabra das Unternehmen Natura und eröffnete im folgenden Jahr ein Geschäft in der Rua Oscar Freire in São Paulo. 1976 gründete Anita Roddick The Body Shop mit einem Geschäft in Brighton, Südengland. Die Firma eröffnete ihr erstes Geschäft auf Franchise-Basis in Brüssel. 1982 begann Natura mit dem Verkauf in Chile. Im Jahr 1983 war Natura die erste Kosmetikmarke in Brasilien, deren Produkte nachfüllbar waren. Im Jahr 1986 startete The Body Shop seine erste große Aktivismus-Kampagne in Zusammenarbeit mit Greenpeace: Save the Whales.
1987 gründete Dennis Paphitis die Firma Aesop in Melbourne. 1989 startete The Body Shop Kampagnen gegen Tierversuche. 1992 eröffnete Natura Niederlassungen in Argentinien und Peru. 2001 weihte Natura seinen neuen Hauptsitz in Cajamar ein. 2003 eröffnete Aesop seine erste Filiale in Australien; Anita Roddick wurde als Lady of the British Empire ausgezeichnet. 2004 wurden die Aktien von Natura an der Börse von São Paulo notiert. 2011 startete Natura sein Amazonas-Programm, um Investitionen in die Region zu lenken. 2012 begann das Unternehmen mit der Übernahme von Aesop, die 2016 abgeschlossen wurde. 2017 erwarb Natura The Body Shop und benannte sich um in Natura & Co. 2020 schloss Natura & Co die Übernahme von Avon Products Inc. ab.
Im November 2023 wurde The Body Shop an die Beteiligungsgesellschaft Aurelius für £ 207 Mio. verkauft.